# Циклон «Мегх»
Циклон Мегх — самый сильный тропический циклон, когда-либо обрушивавшийся на йеменский остров Сокотра, вызвав дополнительные разрушения после того, как циклон Чапала обрушился на тот же остров. Мегх образовался 5 ноября 2015 года в восточной части Аравийского моря и следовал по пути, похожему на путь Чапалы. Двигаясь на север, циклон повернул на запад и, подпитываемый теплой водой, быстро усилился. 7 ноября в центре шторма образовался глаз, и он начал быстро усиливаться, превращаясь в зрелый циклон. На следующий день Метеорологическое управление Индии оценило пиковые 3-минутные устойчивые ветры в 175 км/ч, а Объединённый американский военно-морской центр по предупреждению о тайфунах оценил 1-минутные ветры в 205 км/ч. Вскоре после этого циклон коснулся северного побережья Сокотры. После этого шторм постепенно ослабевал, особенно после того, как он обогнул северное побережье Сомали. Войдя в Аденский залив, Мегх повернул на запад-северо-запад и 10 ноября обрушился на юго-запад Йемена в виде глубокой депрессии, вскоре рассеявшись.
Когда Мегх прошел около Сокотры, жители только начали возвращаться на родину после предыдущего циклона, и многим пришлось снова эвакуироваться. На остров обрушились дополнительные сильные ливни и ветры, которые разрушили 500 домов и повредили еще 3000. Последовательные штормы повредили 785 рыболовных судов, сделали 80% дорог непроходимыми и привели к отключению электроэнергии по всему острову. Мегх убил 18 человек на Сокотре и ранил еще 60. Тяжелый ущерб на острове побудил соседние страны и международные организации поставить гуманитарную помощь и медицинские бригады. Позже Мегх принес проливные дожди и высокие волны на север Сомали, убив скот и повредив школы. Последний выход шторма на сушу в Йемене оставил мало осадков или последствий.

## Метеорологическая история

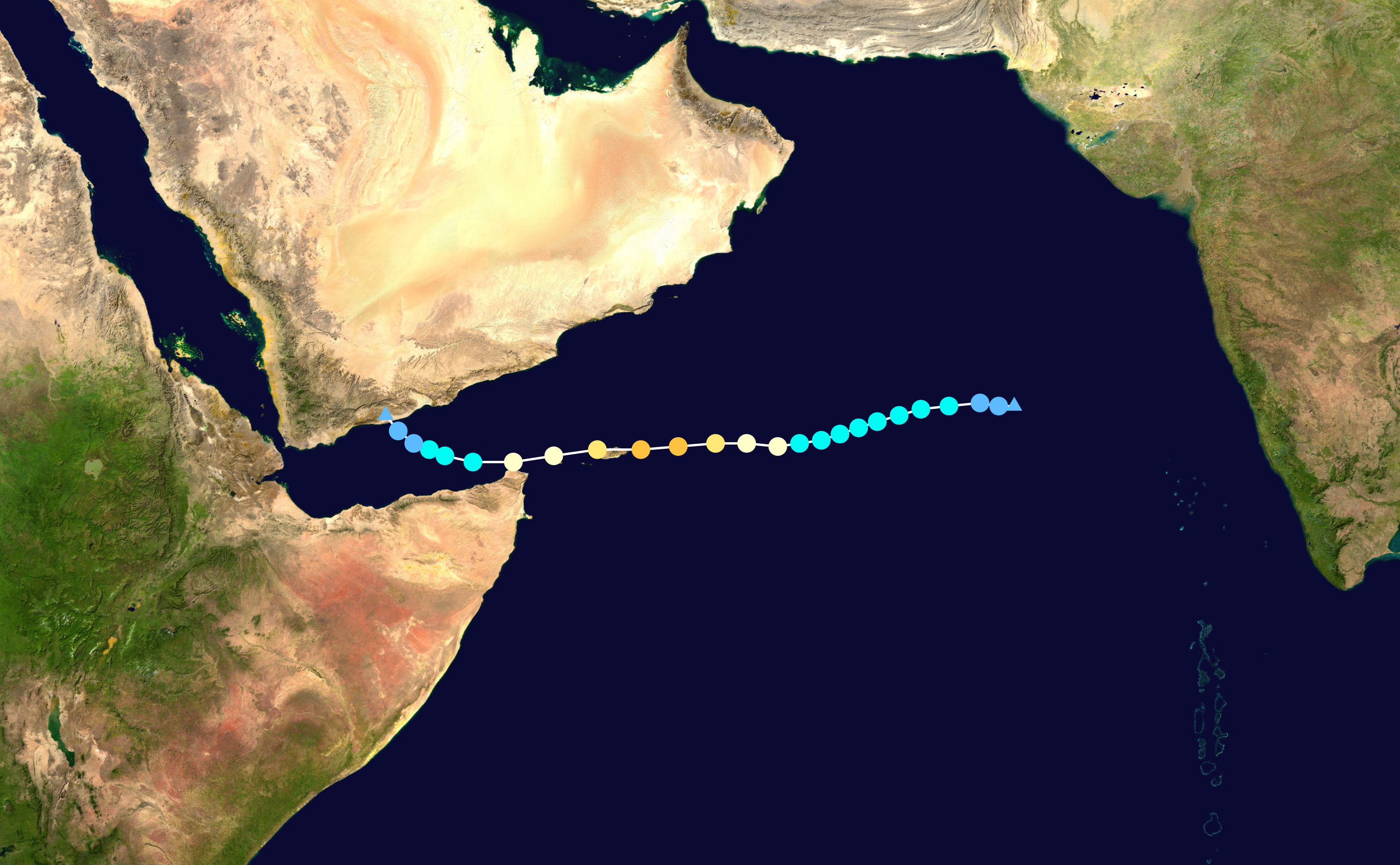
Карта траектории и интенсивности шторма по шкале Саффира-Симпсона.

3 ноября область рассеянной конвекции сохранялась примерно в 860 км к юго-западу от Мумбаи, Индия, в центральной части Аравийского моря. Грозы были связаны со слабой и широкой циркуляцией, расположенной в области низкого сдвига ветра и теплой температуры воды более 29 °C, оба условия были благоприятными. 4 ноября отчетливо сформировалась область низкого давления, в то время как регион находился в активной фазе колебания Маддена-Джулиана , благоприятной для развития шторма. Циркуляция стала более четкой, поскольку отток увеличился, усиленный антициклоном над системой. По данным организации, Метеорологическое управление Индии классифицировало циклон как депрессию в 00:00 5 ноября. Примерно через шесть часов они же повысили категорию системы до глубокой депрессии, а в 12:00 UTC того же дня агентство повысило ее до циклонического шторма, назвав его Мегх. Ранее в тот же день Объединённый американский военно-морской центр по предупреждению о тайфунах инициировал оповещения о шторме, как о тропическом циклоне 05A, когда шторм находился примерно в 1120 км к востоку от острова Сокотра у побережья Йемена.
После формирования Мегх двигался на запад-юго-запад из-за хребта на севере. Пока Мегх находился на стадии формирования, он образовал разорванные дождевые полосы , которые закручивались в центр циркуляции, который находился под цветущей конвекцией.  6 ноября сухой воздух начал вовлекаться в циркуляцию, хотя неблагоприятные условия не нарушили центр.  Вместо этого конвекция стала более организованной, превратившись в центральную плотную облачность ,  а также в начало глаза . По мере того, как шторм продолжал развиваться, радиус максимальных ветров сокращался, что привело к меньшему шторму, чем предыдущий циклон Чапала.  В 12:00 UTC 7 ноября JTWC повысил статус Мега до эквивалента урагана после того, как стал заметен небольшой определенный глаз.  В тот день шторм начал быстро углубляться из-за продолжающегося низкого сдвига и теплой температуры воды, а конвекция стала более симметричной и круговой. Такое усиление не ожидалось моделями прогноза тропических циклонов , которые подчеркивали, что внешние условия, такие как сухой воздух с запада, будут неблагоприятными. В 06:00 UTC 7 ноября МУИ повысило статус шторма Meгх до сильного циклонического шторма, а всего через девять часов повысило его до очень сильного циклонического шторма — эквивалент интенсивности урагана с 3-минутными ветрами 120 км/ч.
Циклон Мег продолжал быстро усиливаться, приближаясь к острову Сокотра. К утру 8 ноября он образовал небольшой глаз диаметром всего 7,4 км (4,6 мили), а также конвективное ядро диаметром всего 280 км.  В 03:00 того дня МУИ повысил статус системы до чрезвычайно сильного циклонического шторма, а три часа спустя оценил пиковые 3-минутные ветры в 175 км/ч.  В то же время оценил пиковые 1-минутные ветры в 205 км/ч. Между 06:00 и 12:00 UTC 8 ноября глаз Мегх прошел к северу от Сокотры, в результате чего взаимодействие с сушей привело к исчезновению стены глаза и ослаблению ветров.  После выхода из острова циклон начал ослабевать из-за более низкой температуры воды и более сухого воздуха с Аравийского полуострова на северо-западе.  Рано утром 9 ноября центр Мегх прошел в 57 км (35 милях) к северу от мыса Гуардафуй , а дальнейшее взаимодействие с сушей Сомали на юге все больше ухудшало структуру шторма.  В 00:00 того же дня Мегх ослабел до очень сильного циклонического шторма.
Пройдя к северу от Сомалиленда, Мегх двинулся на запад в Аденский залив, водный путь между Сомалилендом и Аравийским полуостровом.  Это был первый зарегистрированный случай, когда два шторма вошли в водоем в одном и том же году.  К 12:00 9 ноября центр начал обнажаться от конвекции из-за неблагоприятных условий.  В течение дня структура быстро ухудшалась, поскольку шторм изгибался на запад-северо-запад. В 21:00 9 ноября Мегх еще больше ослабел, превратившись в сильный циклонический шторм, и еще больше деградировал до циклонического шторма шесть часов спустя. Находясь недалеко от берега Йемена, циркуляция замедлилась и повернула на северо-восток, после того как хребет на севере отступил на восток. В 10 ноября шторм ослабел до глубокой депрессии, а три часа спустя Мегх обрушился на юго-запад Йемена к северо-востоку от Зинджибара , скорость ветра оценивалась в 55 км/ч.  Структура значительно разрушилась над сушей, что побудило Объединённый американский военно-морской центр по предупреждению о тайфунах прекратить оповещений.  Циркуляция продолжилась вглубь страны, и Мегх перешел в область низкого давления к 18:00 10 ноября.

## Подготовка и воздействие
Всего через несколько дней после того, как циклон Чапала обошел остров, на Сокотру обрушился циклон Мегх, принеся с собой новые ветры, ливни и внезапные наводнения.  Жители, вернувшиеся домой после Чапалы, были вынуждены снова эвакуироваться из-за Мега,  а 800 человек с близлежащего острова Абд аль-Кури были эвакуированы в провинцию Хадрамаут на материковой части Йемена.  Некоторые гуманитарные грузы, доставленные после Чапалы, были повреждены во время Мега.  Циклон разрушил около 500 домов и повредил 3000 других,  что привело к перемещению около 18 000 человек в школы и мечети.  Шторм нарушил жизнь целых деревень, заразив колодцы с водой и повредив башни связи, а также повредив главную больницу и электростанцию.  Это привело к нехватке топлива и отключению электроэнергии по всему острову.  Сочетание сильного ветра и осадков привело к закрытию главного порта острова,  при этом 785 рыболовных судов и 1130 рыболовных сетей были повреждены Чапалой и Мегхом.  Около 80% дорог на Сокотре остались непроходимыми.  Шторм также убил много скота и повалил тысячи пальм.  Два человека погибли на Сокотре, когда их дома рухнули.  В целом, шторм убил 18 человек на острове и ранил 60 других.
После шторма перебои со связью на Сокотре затруднили для спасателей определение потребностей пострадавших жителей. Из-за того, что главный порт был поврежден, жители построили импровизированный путь, чтобы помочь распределить помощь с корабля, перевозившего 700 тонн грузов из Объединенных Арабских Эмиратов. Распределение помощи также было нарушено из-за серьезного ущерба инфраструктуре Сокотры,  включая поврежденные дороги и минимальное снабжение электроэнергией или топливом. После шторма перемещенные жители оставались в общественных зданиях или за пределами поврежденных домов. Из-за коллективного воздействия Чапалы и Мега различные страны Персидского залива отправили на остров 43 самолета с припасами к 19 ноября.  Объединенные Арабские Эмираты отправили корабль и самолет, перевозившие 500 тонн продовольствия, 10 тонн одеял и палаток и 1200 бочек с продовольствием.  Местный Красный Крест предоставил жителям острова приготовленную еду и брезент.  Международная организация по миграции предоставила 2000 наборов для жилья, а также медицинскую бригаду на Сокотре.
Проходя по северной оконечности Сомали, Мег обрушил сильные ливни на прибрежные районы страны,  особенно в регионе Пунтленд . Там станции зафиксировали более 300% среднегодового количества осадков. Эйл сообщил о 160 мм (6,3 дюйма) осадков за 24 часа.  Мег также обрушился на побережье сильными волнами, и в сочетании с ливнями повредил несколько лодок.  Дожди привели к внезапному наводнению , которое заблокировало дороги.  Мег повредил школы, полицейские участки и главную больницу в округе Алула .  Проход Мега также привел к потере скота в регионе,  и многие фруктовые и пальмовые деревья были повалены.  После прохождения предыдущих циклонов Чапала и Мег местное отделение Красного Креста раздало одеяла, спальные коврики и матрасы пострадавшим семьям.
К тому времени, как Мегх обрушился на материковую часть Йемена, он достаточно ослаб, чтобы не вызывать сильных ветров или обильных осадков.